# NGC 2008
NGC 2008 è una vasta e lontana galassia a spirale situata nella costellazione del Pittore, a una distanza di circa 449 milioni di anni luce dalla nostra Via Lattea.

## Scoperta
La galassia è stata scoperta il 27 dicembre 1834 dall'astronomo britannico John Herschel.

## Descrizione

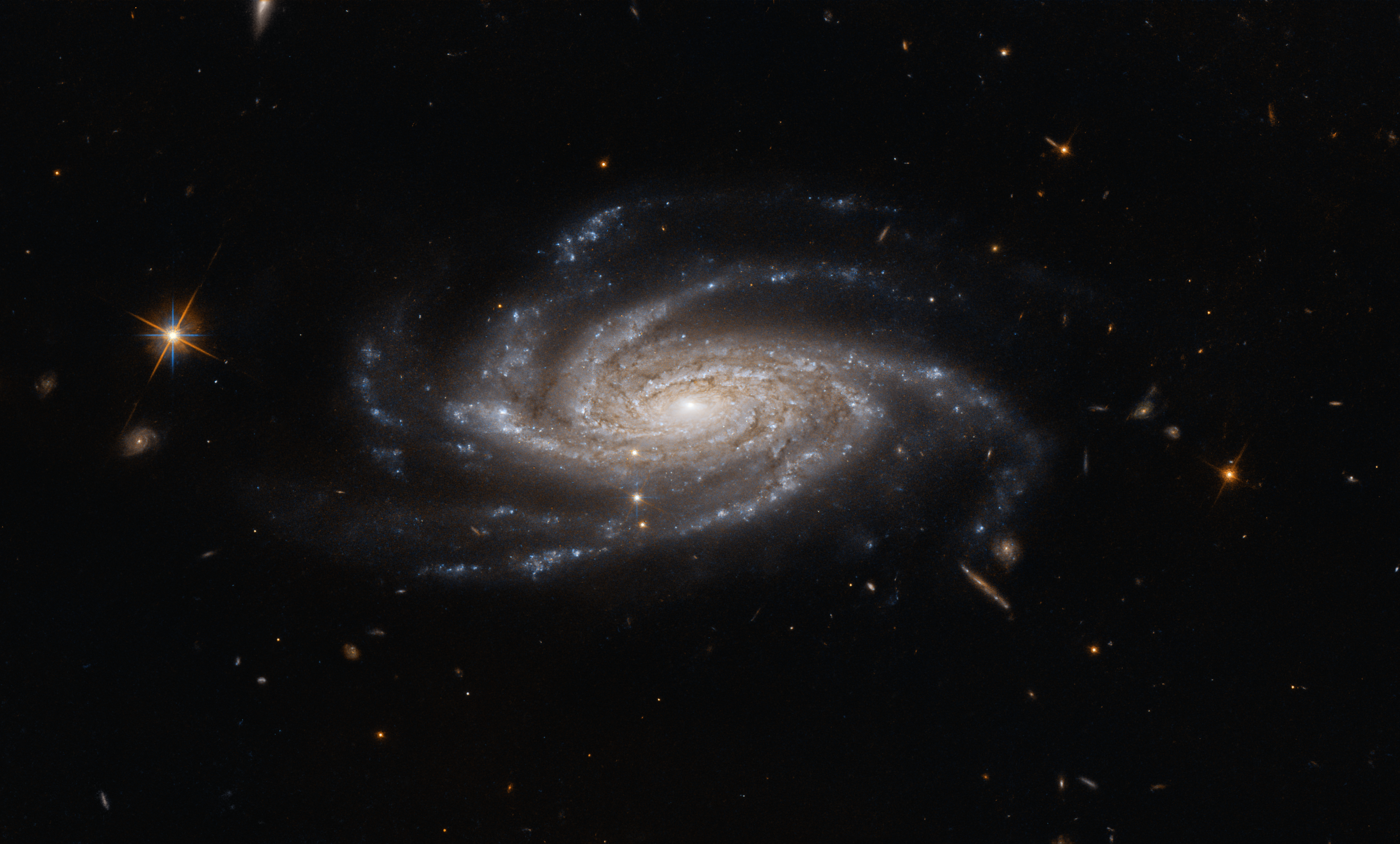
NGC 2008 ripresa dal Telescopio spaziale Hubble

NGC 2008 ha una classe di luminosità III.
Secondo Soares e colleghi, NGC 2007 e NGC 2008 formerebbero una coppia di galassie, ma la distanza di NGC 2007 è di 220 milioni di anni luce, cioè sensibilmente inferiore a quella di NGC 2008. Le due galassie pertanto formano semplicemente una coppia visuale.